# 千両役者 (カブキロックスの曲)
「千両役者」（せんりょうやくしゃ）は、日本のグラムロックバンド・ カブキロックスの3枚目のシングル。1991年3月5日発売。発売元はアポロン。作詞は有村一番・青木秀麻呂、作曲は青木秀麻呂。編曲はカブキロックス。松竹映画「チー公物語」主題歌。

## 解説
- 2枚目のアルバム『MASQUERADE』にも「桜APRIL LOVE」と共に収録されている。
- 歌詞は役者ではなく、一夜の恋愛を演じる遊び人について歌った内容となっている。
- プロモーションビデオk-lipsにも収録されており、海外テレビ局の音楽番組風の曲紹介が冒頭部に追加されている。